# Pernille Vallentin
Pour les articles homonymes, voir Valentin.
Pernille Vallentin, née le 14 février 1979 à Horsens (Danemark), est une actrice et chanteuse danoise.

## Filmographie partielle
- 2005 : Nordkraft (da) : Tilde
- 2007 : Hjemve (da) : Mette-Inge
- 2009-2011 : Historietimen : Skytsengel (série télévisée)
- 2009 : Nedenunder (court métrage)
- 2009 : Fri os fra det onde (da) : Scarlett
- 2009 : København (da) : Rikke (court métrage)
- 2010 : Tonny (da) : Maria (court métrage)
- 2016 : Aqua Mamas : Pernille (court métrage)
- 2017 : Gristina : Sofie (court métrage)

## Récompenses et distinctions
- 2010 : Bodil de la meilleure actrice dans un second rôle pour Fri os fra det onde (da)[1]
- 2010 : Robert de la meilleure actrice dans un second rôle pour Fri os fra det onde (da)[2]